# Lục Sĩ Thành (xã)
Lục Sĩ Thành (còn được viết Lục Sỹ Thành) là một xã thuộc tỉnh Vĩnh Long, Việt Nam.

## Địa lý
Xã Lục Sĩ Thành nằm trên cù lao Mây, có vị trí địa lý:
- Phía đông giáp xã Trà Ôn, ranh giới là sông Hậu.
- Phía tây và nam giáp thành phố Cần Thơ, ranh giới là sông Hậu.
- Phía bắc giáp phường Cái Vồn và xã Ngãi Tứ, ranh giới là sông Hậu.

Xã Lục Sĩ Thành có diện tích 43,52 km², dân số năm 2025 là 23.457 người, mật độ dân số đạt 538 người/km².

## Hành chính
Xã Lục Sĩ Thành được chia thành 7 ấp: An Thạnh, Kinh Đào, Long Hưng, Long Thạnh, Mỹ Thạnh, Tân An, Tân Thạnh.

## Lịch sử
Ngày 6 tháng 12 năm 2019, Hội đồng Nhân dân tỉnh Vĩnh Long ban hành Nghị quyết 228/NQ-HĐND về việc:
- Sáp nhập một phần ấp Long Hưng vào ấp Kinh Đào
- Sáp nhập toàn bộ ấp Mỹ Thạnh B vào ấp An Thạnh
- Sáp nhập toàn bộ ấp An Thành vào một phần ấp Long Hưng
- Sáp nhập toàn bộ một phần ấp Long Thạnh vào ấp Tân An
- Sáp nhập toàn bộ ấp Kinh Ngay vào một phần ấp Long Thạnh
- Đổi tên ấp Mỹ Thạnh A thành ấp Mỹ Thạnh.

Ngày 16 tháng 6 năm 2025, Ủy ban Thường vụ Quốc hội ban hành Nghị quyết số 1687/NQ-UBTVQH15 về việc sắp xếp các đơn vị hành chính cấp xã của tỉnh Vĩnh Long năm 2025. Theo đó, sắp xếp toàn bộ diện tích tự nhiên, quy mô dân số của xã Phú Thành và Lục Sĩ Thành thành xã mới có tên gọi là xã Lục Sĩ Thành.
Sau khi sáp nhập, xã Lục Sĩ Thành có 43,52 km² diện tích tự nhiên và dân số 23.457 người.